# Aeroportul Regional Wharton
Aeroportul Regional Wharton (IATA: WHT, ICAO: KARM, FAA LID: ARM) este un aeroport din Texas, Statele Unite ale Americii ce deservește zona Wharton⁠(d). A fost numit după zona deservită.
Situat la o altitudine de 30 m, aeroportul dispune de 1 pistă.

## Infrastructură

### Piste
Aeroportul dispune de o singură pistă. Pista 14/32 are suprafața de asfalt și dimensiunile 5.004 picioare × 75 picioare. 